# NGC 5090
NGC 5090 is een elliptisch sterrenstelsel in het sterrenbeeld Centaur. Het hemelobject werd op 3 juni 1834 ontdekt door de Britse astronoom John Herschel.

## Synoniemen
- ESO 270-2
- MCG -7-27-54
- AM 1318-432
- DCL 565
- PGC 46618